# Día del País Vasco
El Día del País Vasco/Euskadiko Eguna fue una jornada festiva de la comunidad autónoma del País Vasco, que se celebró entre los años 2011 y 2013. Se celebraba el día 25 de octubre, en conmemoración de la fecha en la que en 1979 fue aprobado en referéndum el Estatuto de Autonomía del País Vasco (conocido como Estatuto de Guernica).

## Normativa sobre festivos
En España se publica cada año el calendario laboral oficial (un documento en el que se establecen anualmente la relación de fiestas laborales de ámbito nacional, de Comunidad Autónoma y de las ciudades autónomas) para el año siguiente, y las empresas deben tenerlo en cuenta para elaborar sus propios calendarios laborales. 
Los días festivos no pueden exceder de catorce al año, de los cuales dos son locales. En el País Vasco uno de estos festivos locales lo fija cada Diputación foral para el ámbito de su territorio histórico o provincia, mientras que el otro lo decide cada municipio. El Gobierno central señala los otros doce días festivos, pero reglamentariamente se determinan algunos de estos festivos de ámbito nacional como fiestas nacionales sustituibles, posibilitando que cada comunidad autónoma pueda sustituir uno o varios de estos días para, cabe señalar aquellas fiestas que por tradición les sean propias. En cualquier caso se respetan como fiestas de ámbito nacional las de la Natividad del Señor (25 de diciembre), Año Nuevo (1 de enero), la Fiesta del Trabajo (1 de mayo), y la Fiesta Nacional de España (12 de octubre).

## Simbolismo de la fecha
El 25 de octubre tenía ya con anterioridad a 1979 un especial simbolismo político para los vascos. En el Convenio de Vergara del 31 de agosto de 1839 que puso fin a la Primera Guerra Carlista, los carlistas vasco-navarros aceptaron deponer las armas a cambio, entre otras concesiones, de una promesa de que el Gobierno respetaría los Fueros Vasco-Navarros. Menos de dos meses después, el 25 de octubre de 1839 se aprobó la ley por la que se confirman los fueros de las Provincias Vascongadas y Navarra sin perjuicio de la unidad constitucional de la Monarquía. Sin embargo, en contra de lo que pudiera parecer por el nombre y aparente espíritu de dicha ley, esta fecha sería considerada a posterioridad por carlistas y nacionalistas vascos, como el principio del fin del régimen foral, que a partir del desarrollo de dicha ley empezó a ser erosionado por el Gobierno Central. La fecha quedó por tanto marcada en el imaginario político vasco como el inicio del fin de las libertades políticas vascas.
En 1979, durante la Transición, el referéndum por el cual iba a ser sometido a aprobación el Estatuto de Autonomía del País Vasco, inicialmente previsto en torno al 20 de octubre, fue finalmente fijado en la fecha del 25 de octubre por el carácter simbólico que esa fecha tenía.
En esa misma fecha (en 2003) fue también en la que el Partido Nacionalista Vasco presentó en el Parlamento Vasco el Plan Ibarretxe que aunque fue aprobado por el Parlamento Vasco, fue posteriormente rechazado por las Cortes Generales.

## Creación y desaparición de la festividad

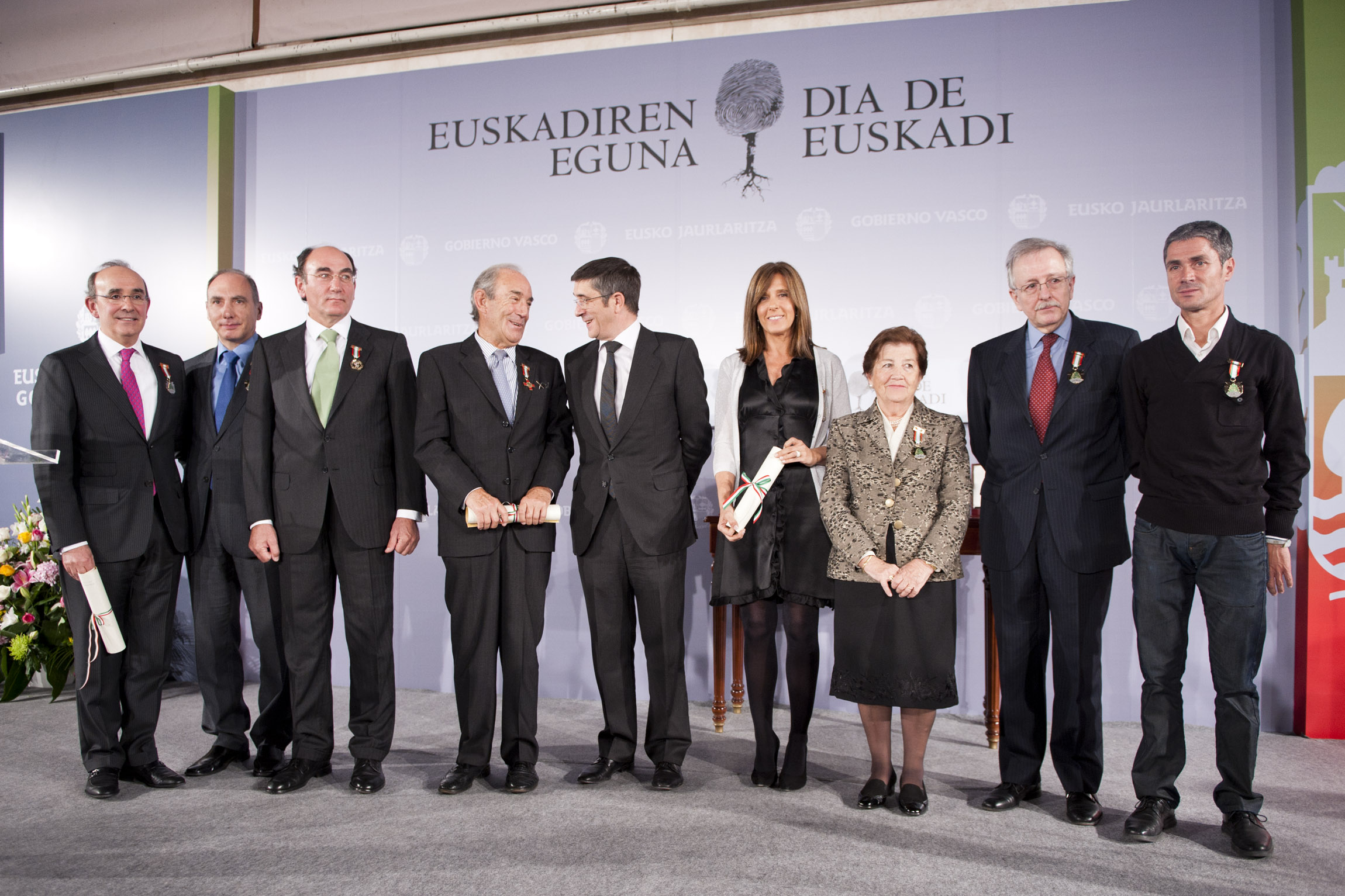
Patxi López (entonces lehendakari) junto con los condecorados en un acto de celebración del día del País Vasco de 2011.

Hasta 2010 el País Vasco era la única comunidad autónoma que carecía de una festividad oficial autonómica. El nacionalismo vasco celebra como día nacional el Aberri Eguna, pero esta festividad coincide siempre con el Domingo de Resurrección que ya es festivo por sí. Aunque los partidos no nacionalistas no celebran el Aberri Eguna, el hecho de que coincidiera con otro día festivo había evitado cualquier gran polémica al respecto. Se había adoptado la costumbre en el País Vasco de usar el Lunes de Pascua (día posterior al Aberri Eguna) para completar el calendario festivo, aunque este día no está en principio relacionado con el Aberri Eguna del día anterior y también es festivo en unas pocas comunidades autónomas más, específicamente en las Islas Baleares, Cataluña, La Rioja, Navarra y la Comunidad Valenciana 
Tras las elecciones al Parlamento Vasco de 2009 se produjo una mayoría no nacionalista en el Parlamento Vasco por primera vez en su historia . Esta mayoría parlamentaria impulsó la creación de una festividad civil para el País Vasco eligiendo para ello la fecha que consideraban más apropiado al respecto, la de la fecha de celebración del referéndum de autonomía de 1979. La creación de la festividad del Día del País Vasco fue aprobada por el Parlamento Vasco el 22 de abril de 2010, aunque no entró a formar parte como día festivo del calendario laboral hasta el año siguiente, en 2011, ya que en el momento de su creación, el calendario laboral de 2010 ya estaba cerrado..
La iniciativa fue aprobada por una mayoría del Parlamento Vasco, con los votos a favor del Partido Socialista de Euskadi, Partido Popular y Unión Progreso y Democracia (UPyD) y la oposición de Partido Nacionalista Vasco, Aralar, Eusko Alkartasuna  y Ezker Batua-Berdeak. También contaba con la firme oposición de la izquierda abertzale que había quedado fuera del Parlamento por su ilegalización por
Los partidos nacionalistas vascos se oponían a su consideración como día festivo por diversos motivos; en el caso de la izquierda abertzale, por su oposición directa al Estatuto de Autonomía; desde otros ámbitos nacionalistas, sin estar en contra del Estatuto, se consideraba que el estatuto de 1979 había sido desnaturalizado o incumplido por parte del Gobierno de España o que era actualmente utilizado por las personas no nacionalistas como una barrera contra la indepencia del País Vasco, por lo que no debía celebrarse. Desde otros ámbitos también se mencionaba al hecho de que celebrar el Estatuto de 1979 hacía olvidar las legitimidades autonómicas vascas precedentes, como eran los estatutos aprobados durante la Segunda República o el Gobierno Vasco de 1936. Por último desde algunos ámbitos, sin estar en contra de la utilización de la fecha y de su simbolismo para la celebración, se aludía al hecho de que la falta de consenso que producía, la inhabilitaba precisamente como Día del País Vasco. El Día de Euskadi fue conocido popularmente por sus detractores como Patxi Eguna, Día de San Patxi u otras denominaciones similares en alusión a su principal impulsor, el entonces lehendakari Patxi López.
Por todo ello fue eliminada en la siguiente legislatura, cuando se produjo un cambio en el partido al frente del Gobierno Vasco. El nacionalista Iñigo Urkullu fue elegido lehendakari el 15 de diciembre de 2012. Al estar ya aprobado el calendario laboral de 2013 el día se mantuvo como festivo en 2013, pero ese fue derogado por la ley 3/2013, de 14 de noviembre, del Parlamento Vasco.
A partir de 2014 se volvió al statu quo anterior a 2010 en el que no existía una fiesta relativa a la autonomía vasca. Sin embargo, en 2015 el Gobierno Vasco decidió declarar festivo con carácter excepcional de cara al siguiente año el 7 de octubre de 2016, como  celebración del 80 aniversario del establecimiento del Gobierno Provisional del País Vasco el 7 de octubre de 1936. La denominación utilizada fue 80 aniversario de la constitución en Gernika del primer Gobierno Vasco. 